# Décès en 1082
Décès
- 1078
- 1079
- 1080
- 1081
- 1082
- 1083
- 1084
- 1085
- 1086

Cette page dresse une liste de personnalités mortes au cours de l'année 1082 :
- 5 décembre : Raimond-Bérenger II de Barcelone, comte de Barcelone) assassiné[1].

- Ahmad Ier al-Muqtadir, Ahmad ibn Sulayman, de son nom complet Abu-Jafar Ahmad ibn Sulayman al-Muqtadir bi-llah, qui prit le surnom honorifique d’al-Muqtadir, second dirigeant de la dynastie des Houdides, qui régna sur le taïfa de Saragosse.
- Arsen Ninotsmindeli (en), évêque géorgien.
- Bernard de Millau, prélat français.
- Daini no Sanmi, poétesse japonaise du milieu de l'époque de Heian.
- Lothair Udo II (en), margrave de la Marche du Nord et comte de Stade.
- Robert de Grandmesnil, moine normand devenu le 2e abbé de Saint-Évroult, puis abbé de Sainte-Euphémie.
- Synadene, ou Synadena Synadène, reine consort de Hongrie.

date incertaine
- en 1082 ou 1083 :
  - Marianus Scotus, chroniqueur irlandais.

- vers 1082 : 
  - Waléran Ier de Limbourg, comte d'Arlon et comte de Limbourg.

## Crédit d'auteurs
- Cet article est partiellement ou en totalité issu de l'article intitulé « 1082 » (voir la liste des auteurs).